# Decisión (derecho de la Unión Europea)
La Decisión es una norma jurídica del derecho de la UE que vincula a sus destinatarios en todos sus elementos y de manera directa e inmediata. Una decisión puede dirigirse a las instituciones, órganos, organismos y funcionarios de la Unión, a uno o varios de sus Estados miembros, o a particulares. Cuando designe destinatarios, la decisión sólo obligará a estos.
La Decisión es uno de los tres tipos normativos o fuentes formales que existen en el Derecho europeo y tienen carácter vinculante; los otros dos son el Reglamento y la Directiva. La Decisión se asemeja en sus efectos al reglamento, puesto que no necesita de transposición al Derecho interno de los Estados dado que reviste eficacia directa; sin embargo, se diferencia de aquel porque no posee necesariamente el alcance general ni la abstracción que caracteriza al reglamento.
La Decisión surte efecto desde su publicación en el Diario Oficial de la Unión Europea; cuando designa destinatarios (como es más frecuente) resulta obligatoria desde la notificación a los mismos.

## Clasificación
Desde la entrada en vigor del Tratado de Lisboa en 2009, y de acuerdo con los artículos 289 a 291 del TFUE, existen, con los caracteres antedichos, tres subtipos que se distinguen formal (de acuerdo con la autoridad que los dicta), funcional (por la función que se les asigna) y jerárquicamente (con Lisboa esta cuestión, antes discutida, parece haberse consagrado a pesar de la omitirse su enunciación explícita) dentro de la categoría general de la decisión, a saber:
- la decisión legislativa, que emana de la autoridad legisladora del Parlamento Europeo y del Consejo (procedimiento legislativo ordinario) o de alguna de estas dos instituciones (procedimientos legislativos especiales), que lo adoptan precisamente en su ejercicio del poder legislativo comunitario, pronunciándose sobre propuesta de la Comisión. Los actos jurídicos así conformados constituyen un acto legislativo de la Unión.
- La decisión delegada, que se activa previo mandato o habilitación contenida en un acto legislativo, con el objeto de que la Comisión complete o modifique, en elementos no esenciales, la eficaz aplicación del mismo, por medio de una norma concreta y de eficacia directa como la decisión. Los actos legislativos delegantes "delimitarán de forma expresa los objetivos, el contenido, el alcance y la duración de la delegación de poderes. La regulación de los elementos esenciales de un ámbito estará reservada al acto legislativo y, por lo tanto, no podrá ser objeto de una delegación de poderes" (art. 290.1 TFUE). La decisión delegada deberá expresar esta naturaleza en su propio título, y no estará revestido de la naturaleza de acto legislativo.
- La decisión de ejecución, que la Comisión o, en casos específicos y debidamente justificados, el Consejo, podrán adoptar en ejercicio de sus funciones ejecutivas cuando sea preferible una aplicación uniforme de un acto jurídicamente vinculante de la Unión (de la naturaleza que fuere), en sustitución de cualesquiera mecanismos nacionales. En el título de estos actos no legislativos deberá figurar asimismo la expresión "de ejecución".

Es de hacer notar que esta misma graduación o escala de actos legislativos y actos no legislativos, delegados o de ejecución, es también aplicable a los otros dos tipos de normas jurídicas comunitarias vinculantes, el reglamento y la directiva, si bien sus efectos serán los propios de cada una de ellas. Así pues, parece que la única utilidad específica que ofrece al legislador o ejecutor el instrumento de la decisión con respecto al reglamento, parece precisamente la posibilidad que, para casos de necesaria diferenciación (piénsese por ejemplo en un acto legislativo destinado sólo a los países de la Eurozona), la decisión pueda designar destinatarios, sin privarse de la cualidad de eficacia directa.
Significativamente, y a diferencia de su ambivalente diseño en el Tratado de Funcionamiento de la Unión, en la nonata Constitución Europea no existía la decisión como acto legislativo (había de encajarse en el modelo de la Ley europea -actual reglamento- o Ley marco europea -actual directiva. En fase ejecutiva o reglamentaria adoptaba la denominación de "Reglamento europeo" (no en el sentido que tradicional del Derecho comunitario, sino como un acto típico de manifestación de la potestad reglamentaria clásica propia del poder ejecutivo), ya fuera delegado o de ejecución.